# Enhanced Imaging System
Enhanced Imaging System nommé également par son acronyme EIS ou 8X, Misty 2, Keyhole 13, KH-13, est un programme de satellites de reconnaissance optiques américain qui devait remplacer la série des KH-11 et Misty. Un unique exemplaire de cette série a été lancé en 1999. Le programme Future Imagery Architecture (FIA) a pris la suite de ce programme.

## Caractéristiques techniques
Le satellite EIS développé sous maîtrise d'ouvrage de la National Reconnaissance Office par la société Lockheed Martin était une version dérivée du KH-11 dotée d'un miroir de 2,4 mètres de diamètre mais avec un champ de vue beaucoup plus important.